# AMU
Arbejdsmarkedsuddannelser (AMU), er et uddannelsesprogram, under undervisningsministeriet, der sigter på at opkvalificere faglærte og ufaglærte.
Formålet med programmet er både at vedligeholde og udbygge den enkeltes kvalifikationer og erhvervskompetencer og medvirke til at løse omstillings- og tilpasningsproblemer på arbejdsmarkedet.
Programmet har eksisteret siden 1960. Der er i 2011 ca. 120 godkendte AMU-udbydere og ca. 1.050.000 kursister deltog på AMU-kurser i hhv. 2009 og 2010.
Arbejdsmarkedets parter har betydelig indflydelse på Arbejdsmarkedsuddannelserne. Undervisningen er delvist finansieret via Finansloven og delvist via en (mindre) deltagerbetaling.
Arbejdsmarkedsuddannelser er et vigtigt element i den danske flexicurity-model. Uddannelserne ligger i dag under Undervisningsministeriet, men befinder sig i krydsfeltet mellem arbejdsmarkeds-, uddannelses-, beskæftigelses- og erhvervspolitik.